# Citroën C3 Picasso
Citroën C3 Picasso – samochód osobowy typu minivan klasy aut miejskich produkowany przez francuską markę Citroën w latach 2008 - 2017.

## Historia modelu

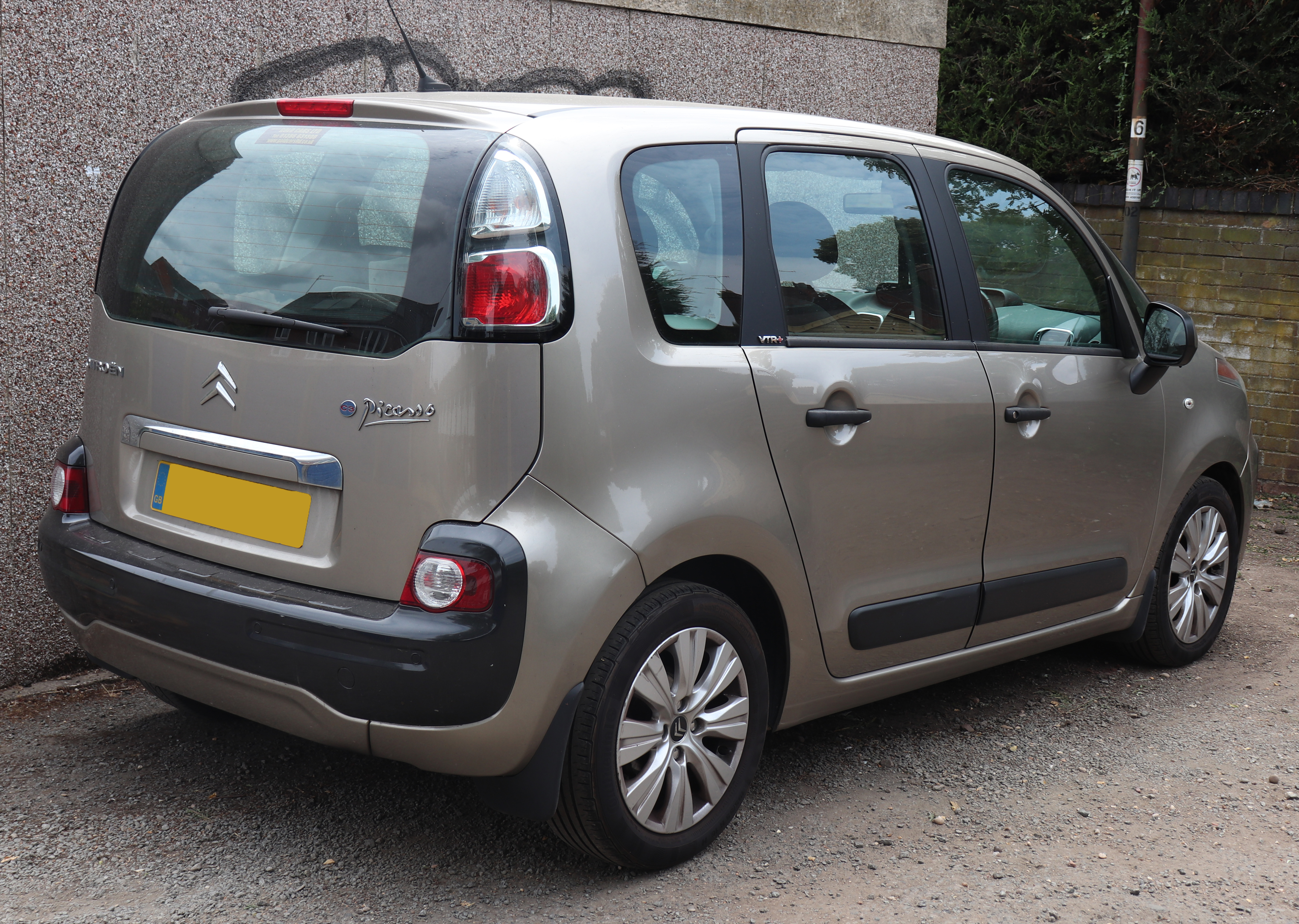
Citroën C3 Picasso - tył

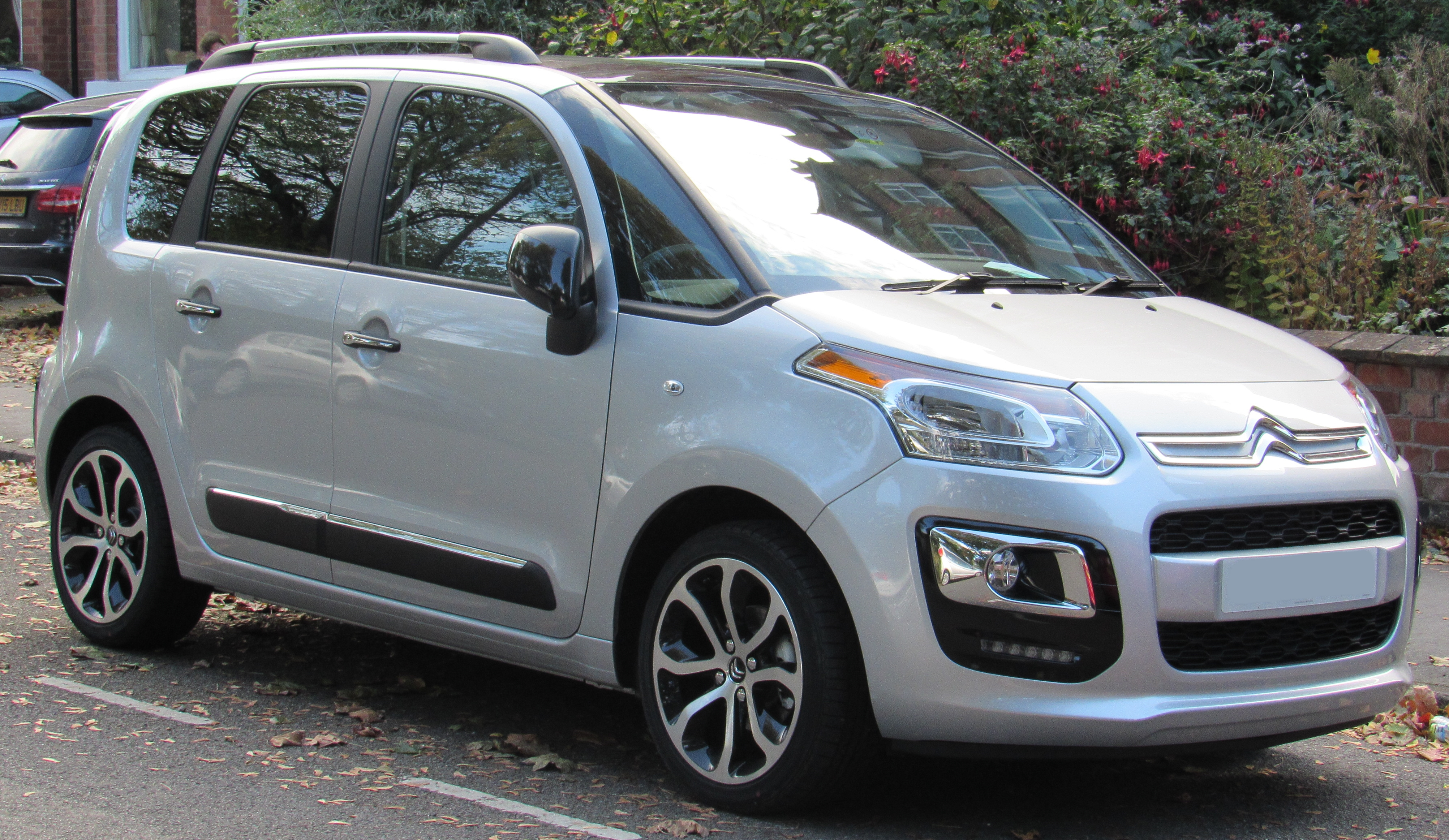
Citroën C3 Picasso po liftingu

Pojazd został zaprezentowany podczas targów motoryzacyjnych w Paryżu w 2008 roku. Nadwozie auta jest zaliczane do segmentu minivanów segmentu B. Awangardowo stylizowany Citroën nie miał bezpośredniego poprzednika. Citroën C3 Picasso jest odpowiedzią na niemieckiego minivana Opel Meriva. Bagażnik ma pojemność od 385 do 500 litrów dzięki ruchomej kanapie pasażera, którą można przesuwać w zakresie 150 mm.
Pod koniec 2012 roku zaprezentowano w Paryżu wersję po face liftingu na rynek europejski. Zmieniono delikatnie przed zderzak pojazdu oraz dodano światła do jazdy dziennej wykonane w technologii LED.
W 2010 roku w Brazylii zaprezentowano głęboko zmodyfikowaną uterenowioną wersję C3 Picasso powstałą na rynki południowoamerykańskie pod nazwą C3 Aircross. Samochód odznaczał się wyraźnie inną, nawiązującą do samochodów terenowych stylizacją i wyższym prześwitem. W 2015 roku model przeszedł głęboką modernizację nadwozia obejmującą pas przedni i tylną klapę.
Produkcja C3 Picasso zakończyła się w 2017 roku, a jego następcą zostało zaprezentowane w czerwcu tego roku drugie wcielenie miejskiego crossovera C3 Aircross. Auto tym razem będzie przeznaczone także na europejskie rynki.

### Wersje wyposażeniowe
- Exclusive
- Blackcherry
- 90th Anniversary
- Millenium
- Code Red
- Code White
- Passion Bleus
- Music Touch
- Steel Edition (kraje skandynawskie)

Standardowe wyposażenie pojazdu po liftingu obejmuje m.in. nawigację satelitarną z USB i Bluetooth, zestaw głośnomówiący, lusterko fotochromatyczne oraz lampy z funkcją doświetlania zakrętu.

### Dane techniczne
| Wersja                | Silnik:                          | Układ zasilania:   | Średnica × skok tłoka: | St. sprężania:     | Moc maksymalna:                   | Maks. moment obrotowy            | 0-100 km/h:        | V-max:             | Średnie spalanie   |
| Silniki benzynowe:    | Silniki benzynowe:               | Silniki benzynowe: | Silniki benzynowe:     | Silniki benzynowe: | Silniki benzynowe:                | Silniki benzynowe:               | Silniki benzynowe: | Silniki benzynowe: | Silniki benzynowe: |
| --------------------- | -------------------------------- | ------------------ | ---------------------- | ------------------ | --------------------------------- | -------------------------------- | ------------------ | ------------------ | ------------------ |
| 1.2 PureTech          | R3 1.2 (1199 cm³) DOHC           | wtrysk             |                        |                    | 110 KM (81 kW) przy 6250 obr./min | 205 Nm przy 1750 obr./min        | 9,3 s              | 188 km/h           | 5,6 l              |
| 1.4 VTi 95            | R4 1,4 l (1397 cm³), DOHC        | wtrysk             | 77,00 mm × 75,00 mm    | 11,0:1             | 95 KM (70 kW) przy 6000 obr./min  | 135 N•m przy 4000 obr./min       | 13,4 s             | 178 km/h           | 6,8 l              |
| 1.4 VTi 95 Euro 5     | R4 1,4 l (1397 cm³), DOHC        | wtrysk             | 77,00 mm × 75,00 mm    | 11,0:1             | 95 KM (70 kW) przy 6000 obr./min  | 136 N•m przy 4000 obr./min       | 12,2 s             | 178 km/h           | 6,6 l              |
| 1.6 VTi 120           | R4 1,6 l (1598 cm³), DOHC        | wtrysk             | 77,00 mm × 85,80 mm    | 11,0:1             | 120 KM (88 kW) przy 5660 obr./min | 160 N•m przy 4250 obr./min       | 11,9 s             | 188 km/h           | 6,9 l              |
| Silniki wysokoprężne: |                                  |                    |                        |                    |                                   |                                  |                    |                    |                    |
| 1.6 HDi 90            | R4 1,6 l (1560 cm³), DOHC, turbo | wtrysk common rail | 75,00 mm × 88,30 mm    | 18,0:1             | 90 KM (66 kW) przy 4000 obr./min  | 215 N•m przy 1750 obr./min       | 14,7 s             | 173 km/h           | 4,8 l              |
| 1.6 HDi 110 FAP       | R4 1,6 l (1560 cm³), DOHC, turbo | wtrysk common rail | 75,00 mm × 88,30 mm    | 18,0:1             | 109 KM (80 kW) przy 4000 obr./min | 240 (260) N•m przy 1750 obr./min | 12,1 s             | 183 km/h           | 5,0 l              |